# Alpha Reticuli
α Reticuli (Alpha Reticuli, kurz α Ret) ist der hellste Stern im südlichen Zirkumpolarsternbild Netz. Seit dem 19. September 2024 führt er auch den Eigennamen Rhombus, der ihm zu diesem Zeitpunkt von der Arbeitsgruppe der  Internationalen Astronomischen Union (IAU) für Sternnamen verliehen wurde. Diese Bezeichnung stammt vom veralteten Namen Rhombus für das Sternbild Netz, den Habrecht 1621 eingeführt hatte. Mit einer scheinbaren Helligkeit von 3,35m  ist der Stern hell genug, um in Regionen südlich des nördlichen Wendekreises für das bloße Auge am dunklen Nachthimmel gut erkennbar zu sein. Nach Parallaxen-Messungen der Raumsonde Gaia beträgt seine Entfernung von der Erde etwa 160 Lichtjahre.
α Ret leuchtet in gelblicher Farbe. Er hat die Hauptreihe bereits verlassen und gehört nun zur Klasse der helleren Riesensterne. Aufgrund seines Spektrums wird er dem Spektraltyp G8 IIIa zugerechnet. Er besitzt etwa 3,1 Sonnenmassen, 13 Sonnendurchmesser und die 115-fache Sonnenleuchtkraft. Die effektive Temperatur seiner Photosphäre ist mit circa 4800 Kelvin niedriger als jene der Sonne. Die von dem Stern ausgehende detektierte Röntgenstrahlung weist auf eine wahrscheinlich durch seine Rotation verursachte magnetische Aktivität hin. Sein Alter wird auf annähernd 300 Millionen Jahre geschätzt. Ursprünglich war er ein heißer blauer B-Stern der Hauptreihe, ehe er nach der Umwandlung des in seinem Kern befindlichen Wasserstoff-Vorrats in Helium zum Riesenstern expandierte. Nun befindet er sich als Red Clump Star in der Phase des Heliumbrennens.
Ein nur 12,0m heller Begleitstern α Ret B trägt die Katalogbezeichnung HD 27256B und stand im Jahr 2016 von der Erde aus betrachtet am Firmament 48,4 Bogensekunden von α Ret entfernt. Er ist ein rötlicher Zwergstern der Spektralklasse M0 und zeigt seit einem Beobachtungszeitraum von gut 150 Jahren die gleiche Eigenbewegung entlang der Himmelskugel wie der Stern α Ret, mit dem er also einen gravitativ gebundenen Doppelstern bildet. Bestätigt wird dies durch Gaias Messungen, die für α Ret B eine Parallaxe von 20,3004 ± 0,0127 Millibogensekunden und damit die gleiche Entfernung von etwa 160 Lichtjahren wie jene des Hauptsterns ergaben. Die beiden Komponenten haben voneinander einen Abstand von mindestens 2450 Astronomischen Einheiten und eine Umlaufszeit umeinander von wenigstens 60.000 Jahren.